# Lepidodactylus mutahi
Lepidodactylus mutahi är en ödleart som beskrevs av  Brown och PARKER 1977. Lepidodactylus mutahi ingår i släktet Lepidodactylus och familjen geckoödlor. IUCN kategoriserar arten globalt som livskraftig. Inga underarter finns listade i Catalogue of Life.